# Sung Đài Loan
Ficus formosana là một loài thực vật có hoa trong họ Moraceae. Loài này được Maxim. mô tả khoa học đầu tiên năm 1881.